# Pierścień wzorcowy

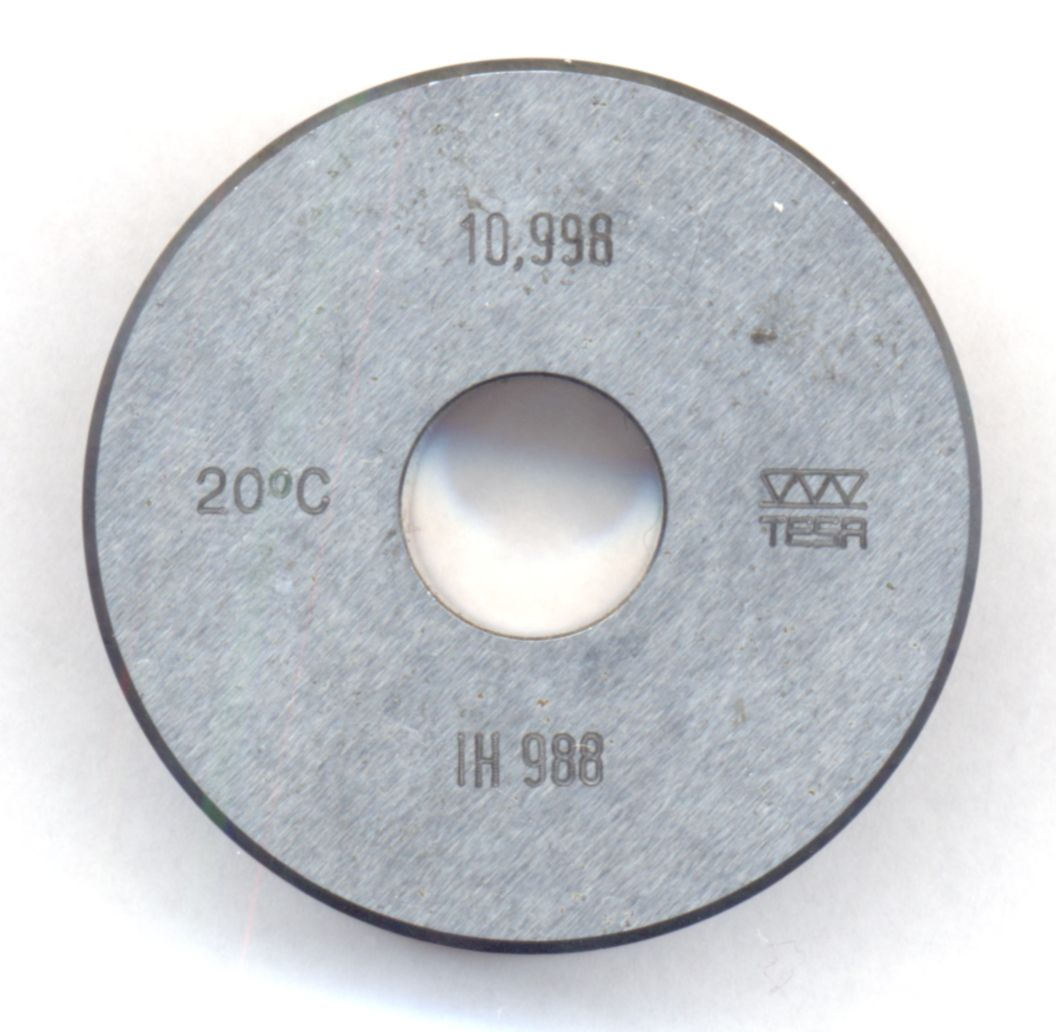
Pierścień wzorcowy do sprawdzania wskazań średnicówki mikrometrycznej trójpunktowej

Pierścień wzorcowy (in. pierścień kalibracyjny, adiustacyjny, ustawczy) - materialny wzorzec pomiarowy, przeznaczony do odtwarzania wartości średnicy wewnętrznej w tulei o przekroju koła.
Jest wykonywany ze stali na przyrządy pomiarowe, węglików spiekanych lub ceramiki.
Jako przyrząd ustawczy (adiustacyjny) służy do adiustacji (ustawiania, nastawiania) przyrządów do pomiarów wewnętrznych, takich jak: średnicówki mikrometryczne, średnicówki czujnikowe, mikrometry wewnętrzne szczękowe i suwmiarki do pomiarów wewnętrznych.
Pierścienie wzorcowe są zwykle wykonywane zgodnie z normą DIN 2250-1 i wymienionym w niej typem (formą) C. Tolerancje pierścieni (błędy graniczne) są zwykle zgodne z normą DIN 286 i wymienionymi w niej klasami tolerancji JS 3 (do 200 mm) i JS 4.
Podobnie do pierścieni wzorcowych wyglądają sprawdziany pierścieniowe gładkie. Nie służą one jednak do ustawiania przyrządów do pomiarów wewnętrznych lecz do sprawdzania średnic wałków. Sprawdziany pierścieniowe gładkie przechodnie wykonywane są zwykle zgodnie z normą DIN 2250-1 jako typ (forma) D, a nieprzechodnie zgodnie z normą DIN 2254-1. Charakterystycznym wyróżnikiem wyglądu sprawdzianów pierścieniowych do wałków jest cechowanie na nich średnicy oraz pola tolerancji - najczęściej H7.